# Wittlage
Wittlage ist ein Ortsteil der niedersächsischen Gemeinde Bad Essen im Landkreis Osnabrück in Niedersachsen.

## Geographie
Der Ort liegt zwei Kilometer östlich des Kernbereichs von Bad Essen an der Bundesstraße 65.

## Gewässer
Der 325,3 km lange Mittellandkanal verläuft nördlich an der Ortsgrenze. Durch das Ortsgebiet von Wittlage fließt die 189 km lange Hunte. Sie wird bei der Burg Wittlage unter dem Mittellandkanal hindurch geleitet.

## Geschichte
Der Ort wurde im Jahr 1075 erstmals urkundlich erwähnt. Der Ort war lange Zeit Sitz eines Amts im Hochstift Osnabrück. Zum Osnabrücker Amt Wittlage gehörten Anfang des 17. Jahrhunderts die Kirchspiele Essen, Lintorf, Ostercappeln, Barkhausen, Hunteburg und Venne.
Die Wassermühle Wittlage wurde im Jahr 1309 erstmals urkundlich erwähnt. Sie wird vom Wasser der Hunte gespeist und treibt seit 1929 eine Schachtturbine. Der erzeugte Strom wird in der Mühle verwendet bzw. auch ins örtliche Netz eingespeist. In der Wittlager Mühle wird heute ein Bio-Markt betrieben.
Wittlage war eine Gemeinde und der Kreishauptort des damaligen Landkreises Wittlage. Am 1. Dezember 1910 hatte der Ort 296 Einwohner. Am 1. Juli 1972 wurde Wittlage in die Gemeinde Bad Essen eingegliedert. Am selben Tag wurde der Landkreis Wittlage aufgelöst und in den Landkreis Osnabrück eingegliedert.

## Einwohnerentwicklung
Wohnbevölkerung der Gemeinde Wittlage mit Gebietsstand vom 27. Mai 1970:
| Datum              | Einwohner |
| ------------------ | --------- |
| 17. Mai 1939       | 316       |
| 13. September 1950 | 548       |
| 6. Juni 1961       | 621       |
| 27. Mai 1970       | 745       |
| 1. Januar 2017     | 1564      |

## Ortsrat
Der Ortsrat, der den Ortsteil Wittlage vertritt, setzt sich aus sieben Mitgliedern zusammen. Die Ratsmitglieder werden durch eine Kommunalwahl für jeweils fünf Jahre gewählt. Die aktuelle Amtszeit begann am 1. November 2021 und endet am 31. Oktober 2026.

Bei der Kommunalwahl 2021 ergab sich folgende Sitzverteilung:
| Ortsrat 2021Insgesamt 7 Sitze - SPD: 3 - Grüne: 1 - CDU: 3 |

## Religion
Die Protestanten von Wittlage gehören zur Kirchengemeinde St. Nikolai Bad Essen.

## Kultur und Sehenswürdigkeiten
- Burg Wittlage

## Wirtschaft und Verkehr
Der Bahnhof Wittlage liegt an der Wittlager Kreisbahn. Jeden Sonntag verkehren ausschließlich Museumszüge, an den restlichen Tagen fährt pro Tag ein Güterzug. Sie werden von der Museums-Eisenbahn Minden betrieben.

## Söhne und Töchter des Ortes
- Louis Victor Stegemann (1830–1884) war Jurist, Gutsbesitzer und Mitglied des deutschen Reichstags.